# Mononoke (anime, 2007)
Pour les articles homonymes, voir Mononoke.
Mononoke (モノノ怪, littéralement « Esprit vengeur ») est un anime produit par le studio noitaminA de la Toei Animation. C'est un spin-off de la série Ayakashi: Japanese Classic Horror, parue en 2006, qui mettait en images des histoires populaires d'horreur comme le classique du kabuki : Tōkaidō Yotsuya Kaidan (1825).
L'anime est adapté en deux séries manga. La première est prépubliée dans le Young Gangan entre le 17 août 2007 et le 1er août 2008, et publié par Square Enix en deux volumes sortis respectivement le 25 janvier 2008 et le 25 septembre 2008,. La seconde est prépubliée dans le Monthly Comic Zenon entre le 25 septembre 2013 et le 25 novembre 2014, puis publiée en deux volumes sortis respectivement le 19 juillet 2016 et le 20 décembre 2014.

## Synopsis
Mononoke se focalise sur le personnage de l'apothicaire du troisième arc d’Ayakashi : un apothicaire itinérant avare de paroles, si bien que l'on ne sait même pas son nom. Il se déplace accompagné de son armoire à pharmacie et d'un coffret recelant une épée spirituelle dont le pommeau est orné d'une tête de singe.
Grâce à d'étranges pouvoirs, il est capable de ressentir les énergies maléfiques qui émanent des ayakashi, des esprits qui voguent entre les mondes, et redoute particulièrement les mononoke, une forme d'ayakashi liée à notre monde afin d'exercer sa vengeance. Son épée spirituelle ne pouvant être dégainée que sous certaines conditions, l'histoire sera toujours centrée sur l'aspect psychologique du mononoke : sa Forme (Katachi), sa Vérité (Makoto) et sa Raison (Kotowari). Il est à noter que les crimes ayant suscité un tel ressentiment sont parfois très durs, ce qui impose de facto la catégorisation seinen de la série.

## Production
Afin de rester le plus fidèle à la retranscription historique de l'œuvre, l'anime s'inspire énormément des estampes réalisées en l'honneur de celle-ci : l'univers est très coloré et graphiquement éloigné du reste de la scène manga « traditionnelle ». Bien que l'utilisation de l'imagerie 3D reçoive en général un accueil mitigé dans le monde de l'anime, la critique semble convaincue par les techniques employées pour donner vie à la chasse de l'apothicaire, certains allant jusqu'à qualifier d'idéale cette combinaison réalisation/animation.